# 루블린 중앙역
루블린 중앙역(폴란드어: Lublin Główny)은 폴란드 루블린주 루블린에 있는 철도역이다. 루블린에서 가장 중요한 기차역으로, 2019년 12월에 루블린 중앙역으로 공식적으로 이름이 변경되었다. 루블린에 위치한 다른 작은 역과 구별하기 위해서다.
이 역은 루블린에서 출발하여 북동쪽으로 바르샤바까지, 북쪽으로 우쿠프까지, 동쪽으로 헤움과 우크라이나 국경까지, 남쪽으로 프셰보르스크까지 이어지는 4개 노선의 열차를 운행한다. 폴란드 동부에서 가장 분주한 역 중 하나로, 일반적으로 하루에 50회 이상의 열차가 출발한다. 또한, 루블린 공항과 철도로 연결되어 있다.

## 역사
역 건물은 1877년에 바르샤바와 코벨을 연결하는 비스와 철도와 함께 개통되었다. 당시 루블린은 폴란드 입헌왕국의 일부로 러시아 제국에 속해 있었다.
1918년 폴란드를 재개발한 후, 역 건물은 1920년대에 더욱 폴란드 스타일로 재건축되었다. 원래 건물은 러시아 제국의 전형적인 역처럼 보였다.